# Svatá Oportuna
Svatá Oportuna, též Oportuna z Montreuil nebo Oportuna ze Sées (* kolem 700 v Argentanu – † 22. dubna 770 v Montreuil-au-Houlme v Normandii) byla benediktinská abatyše za vlády Karlovců. Opportuna znamená v latině „vhodná, způsobilá“. Její svátek se slaví 22. dubna.

## Život
Oportuna pocházela z rodu Robertovců. Jejím bratrem byl biskup Chrodegang ze Sées. Vstoupila do benediktinského kláštera v Almenêches, který vedla její sestřenice Lantildis. Po její smrti převzala správu kláštera. Podle legendy jednoho dne ukradl sedlák z kláštera osla. Oportuna vložila věc do Božích rukou a druhý den bylo sedlákovo pole zasypáno solí, načež dal osla i pole klášteru. V roce 769 byl na cestě k ní zavražděn její bratr. Byl pohřben v jejich klášteře a později uctíván jako svatý. Další události z jejího života nejsou známy. U jejího smrtelného lože se zjevily svatá Cecilie a svatá Lucie. V období po její smrti se prý udály četné zázraky, které zaznamenal biskup Adalhel ze Sées v roce 886 v legendě Vita et miracula Sanctae Opportunae.

## Kostely a svatyně
Její uctívání mělo vždy pouze regionální význam a omezovalo se v podstatě na Normandii. Za vlády Karla Holého (vládl 843–877) byly její ostatky převezeny do převorství Moussy kvůli nebezpečí vikingských nájezdů. Části z nich se později dostaly do Senlis a do Paříže. V severní Francii je po ní pojmenováno několik obcí (např. Sainte-Opportune-du-Bosc, Le Plessis-Sainte-Opportune nebo Sainte-Opportune-la-Mare).

## Atribut
Jejím nejvýznamnějším atributem je opatská hůl.

## Lidové rčení
V Normandii je rozšířená pranostika „Pluie à la Sainte-Opportune – n'y a ni cerises, ni prunes“ (Když prší na svatou Oportunu, nebudou třešně ani slívy).